# Карлссон, Пернилла
Пернилла Карлссон (швед. Pernilla Karlsson; 11 июня 1990, Сиунтио, Финляндия) — финская гандболистка, член сборной Финляндии по гандболу (2012); в сезоне 2012/2013 играет за женскую команду гандбольного клуба Dicken (Хельсинки).
Известна также как певица; выиграв национальный отборочный тур, она 22 мая представила Финляндию на конкурсе песни «Евровидение 2012».

## Биография
Родилась 11 июня 1990 года в Сиунтио в шведоязычной семье.
С 15 лет играла за гандбольный клуб Шундео ИФ (Sjundeå IF) из Сиунтио, который выступает в чемпионате Финляндии. Играла за гандбольную молодежную сборную своей страны. Обладатель Кубка Финляндии по гандболу сезона 2011/2012 в составе своего клуба; забросила за сезон 39 мячей. По состоянию на 2012 год является игроком национальной сборной Финляндии по гандболу. После окончания сезона перешла из Sjundeå IF в хельсинкский гандбольный клуб Dicken.
По словам Яни Васколы (Jani Vaskola), тренера команды Dicken, появление в команде Перниллы принесёт большую пользу, поскольку с её помощью должна улучшиться скоростная игра команды; кроме того, с её помощью можно будет увеличить глубину атаки.

## Евровидение
25 февраля 2012 года Карлссон стала победительницей национального отборочного тура, получив возможность представлять свою страну на ежегодном песенном конкурсе «Евровидение».
Выступление Карлссон в Баку состоялось в первом полуфинале, который прошёл 22 мая. Она выступила с балладой När jag blundar («Когда я закрою глаза», «Когда я закрываю глаза»), написанной её братом Йонасом в подарок для матери Перниллы и Йонаса ко дню её рождения. В истории участия Финляндии в конкурсе «Евровидение» это был всего лишь второй случай, когда представитель страны исполнял песню на шведском языке (первой такой композицией стала Fri?, исполненная группой Beat в 1990). Выступала Карлссон в платье от известного финского дизайнера Катри Нисканен.
По мнению эксперта Yleisradio Oy Тарьи Нярхи, высказанному накануне конкурса, выступление Карлссон отражает современные тенденции в финской популярной музыке. Баллада När jag blundar, по мнению Нярхи, «не подходит под категорию драматичной», в то же время «она красивая и идёт из самого сердца».
Композиция När jag blundar, исполненная Карлссон 22 мая 2012 года в Баку в первом полуфинале, не набрала достаточного количества голосов и не попала в финал конкурса песни «Евровидение-2012». Как иронично написала газета «Kaleva» из Оулу, «песенный конкурс Евровидение для Финляндии начался привычно — представитель страны, Пернилла Карлссон, не пробилась в финал». Сама Карлссон сказала, что довольна своим выступлением.